# 윤강 선생 묘 및 신도비
윤강선생묘 및 신도비는 대한민국 경기도 안산시 단원구에 있다. 1991년 11월 2일 안산시의 향토유적 제15호로 지정되었다.

## 개요
조선시대의 문신으로 자는 자준(子駿), 호는 무곡(無谷), 본관은 파평(坡平). 효종 8년(1657) 동지사로 청나라에 다녀왔고, 1659년 효종이 승하하자 예조판서로 빈전도감제조 (殯殿都監提調)가 되어 장례를 치룸. 이해 판의금부사(判義禁府使)·이조판서를 역임하고 기로소에 들어감. 현종 5년(1664)민유중의 탄핵으로 사직한 후 향리인 안산으로 낙향했고 묘는 안산시 단원구 선부동에 있다.